# アマン・マリー・ジャック・ド・シャストネ・ド・ピュイゼギュール
ピュイゼギュール侯爵アマン＝マリー＝ジャック・ド・シャストネ（仏: Amand-Marie-Jacques de Chastenet, Marquis de Puységur、1751年 - 1825年）は、フランスの貴族であり軍人でありメスメリスト。特に、催眠（当時は動物磁気学又はメスメリズムと呼ばれた）を、科学的に解き明かした最初期の人物の一人である。

## 略歴
ピュイゼギュール侯爵家は代々パリ北東のソワソンを所領とするフランス屈指の名門貴族であり、多くの軍人を輩出し、またフランス貴族界でも慈善事業に熱心なことで知られていた。
1751年、家の長男として誕生したピュイゼギュールは、フランス王国軍の砲兵将校となり、1779年のジブラルタル包囲戦においても活躍した。所領に帰還後の1784年、ピュイゼギュールは動物磁気を知り、それを用いた治療行為を始めた。
1785年には、出征先のストラスブールで動物磁気の普及を目的とした盟友調和協会 (Société Harmonique des Amis Réunis) を設立した。
1789年のフランス革命で、貴族であったピュイゼギュールは所領を没収され、本人も投獄された。旧知の貴族たちがギロチンにかかる中、幸いなことに2年で出獄し、旧領ソワソンの市長となって再び動物磁気の研究に携われるようになった。
1825年、王政復古のさなか、シャルル10世の戴冠式に出席したのち体調を崩し、故郷のビュザンシーで74歳で世を去った。

## ピュイゼギュール侯爵とメスメリズム
動物磁気は、ドイツの医師フランツ・アントン・メスメルが提唱した説であったが、1784年のフランス王立科学アカデミーの調査で実在を否定されたものの、その後も民間レベルにおいては試行され続けていた。
ピュイゼギュール侯は、動物磁気術を弟であるシャストネ伯爵 (Antoine-Hyacinthe, the Count of Chastenet) から学んだ。シャストネ伯は既にメスメルの弟子であり、ピュイゼギュールもまた、居城に物理実験室を持つなど開明的な資質があったため、当初懐疑的だったピュイゼギュールもすぐさま動物磁気に感化された。
初期の、かつ最も有名な患者の一人は、ピュイゼギュール家に代々仕えていた、ヴィクトル・ラースという23歳の農民だった。ラースはピュイゼギュールによって簡単に“磁気化”したが、メスメルが唱えるような、痙攣や運動錯乱を伴う劇的な反応とは異なり、まるで睡眠のような奇妙な振舞いを見せた。
ピュイゼギュールは、その睡眠に似た状態を「人工夢遊病」と名付けた。この状態になった患者は、一種奇妙な睡眠に入るのだが、普通の覚醒状態よりもさらに意識が明晰で、術者とラポールを持ち、命じられるままに行動し、術後には記憶を喪失する。これは、言うまでもなく今日「催眠」「トランス」と呼ばれているものであり、1842年にイギリスの医師ジェイムズ・ブレイドが催眠と名付ける50年以上前に、既に発見されていたのである。そして、ビュイゼギュールが人工夢遊病で発見した幾つかの特徴は、彼自身の発見によるものであった。
ビュイゼギュールは、居城のあったビュザンシーで領民に対する治療を行い始めた。当時のどの貴族もそうであるように、貧者から治療費を請求することはなかった。彼の治療は評判を呼び、フランス国外からも患者がやってくるようになった。増えすぎた患者に対応するため、彼は“磁化”した大樹を用いた集団治療をしばしば行った。
1785年、ピュイゼギュールはストラスブールに出征し、当地でも動物磁気術を施した。そして、当地のフリーメイソンの要請に基づき、動物磁気についての講演を行った。その結語は以下の通りである。

## 盟友調和協会
ビュイセギュールは出征先のストラスブールで、動物磁気学の普及と育成のために「盟友調和協会」を設立した。それはまた、磁気術を施す施設を開設する目的もあった。1789年には、アルザス地方の貴族を中心に会員は200名を数え、治療を無料で行う代わりにその治療報告を提出させた。この頃には、既にメスメルの用いた「磁気桶」や、ビュザンシーの「磁化した大樹」などはなりを潜め、真に治療で必要なのは術者の意志であると信じられるようになった。物理的な磁気的流体の存在を前提とした古い「メスメリズム」からの決別である。
盟友調和協会は、フランス革命によって解散のやむなきに至った。

## メスメリズムの復活
革命の混乱が収まったのち、ピュイゼギュールは再び研究を再開できるようになった。この頃重症精神病の少年の治療を行ったが、これは後の精神療法の先駆的事例である。1814年ナポレオンが失脚すると、フランス国内の磁気術師は、自分たちのシンボルとしてピュイゼギュールを担ぎ出そうとした。彼らは、メスメリズムの語源が人名であったことすら知らず、ビュイゼギュールが革命前に企てた動物磁気術を彼の名で広めようとした。しかし、ピュイゼギュール自身は、自らは常にメスメルの忠実な模倣者であると信じていたため、功績を決して自分のものだとは主張しなかった。また、ブレイドの造語である「催眠」が広まった事で、ピュイゼギュールの名は徐々に忘れ去られていった。

## 評価
ピュイゼギュールの催眠や心理学に対する偉大な貢献は、一度は埋もれてしまった。それを発掘したのが、ノーベル生理学・医学賞を受賞したシャルル・ロベール・リシェである。彼は1884年に、初期の催眠療法の理論や手段がピュイゼギュールによるものであることを再発見した。リシェは「ピュイゼギュールの名はメスメルと同列に扱うべきである…（中略）…もしもビュイゼギュールが存在しなければ、動物磁気は短命に終わり、ただ磁気桶を用いた心霊現象の流行が見られたという記憶が残っただけだろう」と述べている。また、カナダの高名な精神医学、心理学の歴史家であるアンリ・エレンベルガーは、その主著である『無意識の発見』の中でピュイゼギュールを、「精神医学の歴史の偉大なる貢献者の一人」であると評している。